# Deutscher Modeneser

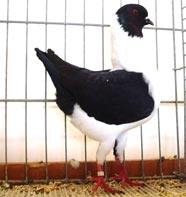
Deutsche Modeneser
(Gazzi, schwarz)

Deutsche Modeneser ist eine Haustaubenrasse. Ende des 18. Jahrhunderts wurde sie aus Oberitalien nach Deutschland eingeführt. Diese Tauben sind die kleinsten aller Huhntauben mit abgerundeter Körperform.